# Nationals Park
Nationals Park er et baseballstadion i Washington D.C. USA, der er hjemmebane for MLB-klubben Washington Nationals. Stadionet har plads til 41.888 tilskuere, og blev indviet 30. marts 2008. Stadionet erstattede her Nationals gamle hjemmebane RFK Stadium.